# Gemeindefusion
Eine Gemeindefusion (auch Gemeindezusammenlegung oder Gemeindezusammenschluss) ist der freiwillige oder erzwungene Zusammenschluss von mindestens zwei Gemeinden zu einer neuen Gemeinde als Rechtsnachfolgerin. 

## Allgemeines
Gemeindefusionen können das Ergebnis einer allgemeinen Gebietsreform sein oder auf einem – nur für diese Gemeindefusion geltenden – spezifischen Gesetz beruhen. Eine Gemeindefusion ist der Zusammenschluss mindestens zweier benachbarter Gemeinden zu einer, wobei die neue Gemeinde sämtliche öffentlichen Aufgaben der bisherigen Gemeinden übernimmt. Daher finden Gebietsreformen statt durch Entzug eines ganzen oder teilweisen Gemeindegebiets, etwa durch Zusammenschluss (Gemeindefusion) oder Eingemeindung und gleichzeitige Vergrößerung eines vorhandenen anderen Gemeindegebiets. Stets ist mit einer Gemeindefusion eine kommunale Neugliederung verbunden.
Der Sprachgebrauch der Neugliederung bezeichnet mit Gemeindefusion den Zusammenschluss etwa gleich großer, nahe zusammenliegender Gemeinden, wobei die neue Gebietskörperschaft häufig einen Doppelnamen oder einen neuen Namen erhält. Gemeindefusionen gibt es als Zusammenschluss zu einer neuen Gemeinde oder als Eingemeindung in Form der Aufnahme einer Gemeinde in eine andere Gemeinde.

## Arten
Es schließen sich mindestens zwei Gemeinden zu einer neuen Gemeinde zusammen, wobei alle betroffenen Gemeinden ihre bisherige Rechtsfähigkeit verlieren:
{\displaystyle A+B=C}.
Diese echte Gemeindefusion lässt aus zwei (oder mehr) bislang selbständigen Gemeinden eine neue Gemeinde entstehen, die einen neuen Gemeindenamen {\displaystyle C} erhält. Bei einer Eingemeindung gibt eine Gemeinde ihre rechtliche Eigenständigkeit auf, im ersten Fall ist dies die Gemeinde {\displaystyle B}, im zweiten Fall die Gemeinde {\displaystyle A}:
{\displaystyle A+B=A} oder
{\displaystyle A+B=B}
Bei der Eingemeindung verliert die – meistens kleinere – Gemeinde ({\displaystyle B} oder {\displaystyle A}) ihre Selbständigkeit.

## Auswirkungen
Gemeindefusionen können sich vor allem auf Wohn- und Geschäftssitz, Wahlkreise, Schulen, Steuern und weiteres auswirken. Allen gemeinsam ist ihre Abhängigkeit von einem Gemeindegebiet, so dass eine Änderung eines Gemeindegebiets automatisch auch eine Veränderung dieser geografisch orientierten Rechtsinstitute zur Folge hat.

## Durchschnittliche Einwohnerzahlen je Gemeinde in einigen Staaten
| Land                              | Anzahl Gemeinden | Einwohner  | Ew.-Ø / Gemeinde | Jahr |
| --------------------------------- | ---------------- | ---------- | ---------------- | ---- |
| Deutschland                       | 16.127           | 79.753.000 | 4.945            | 1990 |
| Deutschland                       | 10.848           | 83.019.213 | 7.653            | 2019 |
| Deutschland: Sachsen-Anhalt       | 1.367            | 2.873.957  | 2.102            | 1990 |
| Deutschland: Sachsen-Anhalt       | 218              | 2.208.321  | 10.130           | 2019 |
| Griechenland                      | 6.000            | 10.815.197 | 1.803            | 1997 |
| Griechenland                      | 325              | 10.815.197 | 33.278           | 2011 |
| Niederlande                       | 443              | 16.730.632 | 37.767           | 2014 |
| Österreich                        | 2.354            | 8.507.786  | 3.614            | 2013 |
| Österreich                        | 2.100            | 8.579.747  | 4.086            | 2015 |
| Österreich: Burgenland            | 171              | 287.416    | 1.681            | 2013 |
| Österreich: Niederösterreich      | 573              | 1.636.287  | 2.856            | 2015 |
| Österreich: Oberösterreich        | 442              | 1.436.791  | 3.251            | 2015 |
| Österreich: OÖ Mühlviertel        | 120              | 246.419    | 2.053            | 1991 |
| Österreich: Steiermark exkl. Graz | 542              | 946.847    | 1.747            | 2010 |
| Österreich: Steiermark            | 539              | 1.215.246  | 2.255            | 2013 |
| Österreich: Steiermark            | 285              | 1.221.014  | 4.284            | 2015 |
| Polen                             | 2.478            | 38.483.957 | 15.512           | 2014 |
| Schweden                          | 290              | 9.573.466  | 33.012           | 2013 |
| Schweiz                           | 3.021            | 6.751.000  | 2.235            | 1990 |
| Schweiz                           | 2.212            | 8.544.527  | 3.863            | 2019 |
| Schweiz: Glarus                   | 27               | 38.609     | 1.430            | 2010 |
| Schweiz: Glarus                   | 3                | 40.349     | 13.450           | 2017 |

## International

### Länderartikel
Nach ihren Auswirkungen ist bei der Gemeindefusion in Frankreich zu unterscheiden zwischen der einfachen Gemeindefusion (französisch fusion simple) und der durch das Gesetz vom 16. Juli 1971 neu geschaffenen Gemeindefusion zu assoziierten Gemeinden (französisch communes associées).

### Österreich
Im Burgenland wurden 1971 319 Gemeinden zu 138 Gemeinden zusammengelegt. Dabei wurden 254 Gemeinden aufgelöst und zu 73 zusammengefasst, 65 Gemeinden blieben bestehen. Aufgrund von späteren Gemeindetrennungen stieg die Zahl der Gemeinden bis Jänner 2013 auf 171.
In Kärnten verringerte sich 1973 die Zahl der Gemeinden durch die Gemeindestrukturreform von 242 auf 121, einige neue Gemeinden wurden später wieder getrennt.
Bei der NÖ. Kommunalstrukturverbesserung ab 1965 wurden in Niederösterreich die Zahl der Gemeinden von 1652 auf letztlich 573/574 reduziert.
Von 2010 bis 2015 erfolgte die Steiermärkische Gemeindestrukturreform, bei der die Zahl der Gemeinden von 542 auf 287 und die der Bezirke von 17 auf 13 verkleinert wurde.